# Словацкое радио
Словацкое радио (Slovenský rozhlas) - государственная организация в 1991-2011 гг. Основано в 1991 году на базе Братиславской студии Чехословацкого радио.
Вещало по следующим радиопрограммам:
- 1-й («Словенско» («Slovensko»)), информационная, общественно-политическая и художественная;
- 2-й («Регина» («Regina»)), включает в себя местные передачи в Братиславе, Банской-Бытрице и Кощице;
- 3-й («Девин» («Devín»)), информационная и художественная;
- молодёжной радиопрограмме «Радио ФМ» («Rádio FM»);
- с 2008 года - венгерско-язычной радиопрограмме «Патрия» («Patria»), звучавшей на средних волнах;
- специализированным радиопрограммам:
  - с 2009 года «Пирамида» (Pyramída);
  - с 2009 года «Литера» (Litera);
  - с 2010 года - «Джуниор» (Junior);
- радиопередачи на заграницу под позывным «Радио Словакия Интернациональ» (Radio Slovakia International) на словацком, английском, немецком, французском, испанском языках.

С марта 1993 года осуществляет вещание также и на русском языке.
В 2011 году объединено с Словацким телевидением в Радио и телевидение Словакии.